# Chapman Cohen
Chapman Cohen (* 1. September 1868 in Leicester; † 4. Februar 1954) war ein britischer Freidenker und Schriftsteller.

## Leben und Tätigkeit
Cohen war ein Sohn des Enoch Cohen und seiner Ehefrau Deborah, geb. Barnett. Da er nur kurzzeitig die Schule besuchte, bildete er sich weitgehend auf autodidaktische Weise selbst aus.
Cohen entwickelte sich bereits früh zu einem überzeugten Atheisten, wozu eigenen Angaben zufolge der Umstand beigetragen haben dürfte, dass er zeituntypisch keinen Religionsunterricht über sich ergehen lassen musste. Nachdem er durch einen Zufall 1889 im Londoner Victoria Park in eine öffentliche Debatte mit einem christlichen Prediger verwickelt worden war, entwickelte er sich rasch zu einem engagierten atheistischen Aktivisten: 1890 trat er in die National Secular Society (NSS), die Organisation der Atheisten im spätviktorianischen Großbritannien, ein. 1895 wurde er zum Vizepräsidenten dieser Organisation gewählt. Zwei Jahre später begann Cohen dann damit wöchentliche Artikel für die Zeitschrift The Freethinker beizusteuern, in denen er seine Ansichten darlegte und begründete. In der Folge entwickelte er sich rasch zu einem der prominentesten Atheisten in Großbritannien.
Häufig wird er in diesem Zusammenhang als der bedeutendste Atheist in Großbritannien in der ersten Hälfte des 20. Jahrhunderts gekennzeichnet. Cohen selbst hat seine Haltung zur Religion später einmal zusammengefasst, er stehe dieser mit "entspannter Verachtung" ("easy-going contempt") gegenüber.
1898 wurde Cohen fester Redakteur beim The Freethinker. 1915 rückte er schließlich zum Chefredakteur der Zeitschrift auf, was er bis 1951 blieb. Seine atheistische Haltung war u. a. von der Lektüre von Autoren wie Spinoza, Locke, Hume, Berkeley und Plato geprägt, während er sich in seiner Argumentation vor allem auf materialistische Philosophie und die Erkenntnisse der Wissenschaft, zumal der Evolutionslehre, stützte. Außer seinen Beiträgen für den The Freethinker veröffentlichte Cohen eine große Zahl von atheistischen Pamphleten und Büchern (zum Teil Sammlungen seiner Zeitschriftenbeiträge), in denen er seine Überzeugungen verfocht. Nach seinem Tod wurde Cohen kremiert.

## Ehe und Familie
Cohen war verheiratet und hatte einen Sohn Raymond, und eine Tochter, Daisy. Die letztere starb früh an Tuberkulose.

## Schriften
- Pamphlets for the People Nr. 1–18, Pioneer Press, London 1916.
- Almost an Autobiography: Confessions of a Freethinker, Pioneer Press, London 1940.
- Essays in Freethinking: first series. Pioneer Press, London 1923.
- Essays in Freethinking: second series, Pioneer Press, London 1927.
- Essays in Freethinking: third series, Pioneer Press, London 1928.
- Essays in Freethinking: fourth series, Pioneer Press, London 1938.
- Essays in Freethinking: fifth series, Pioneer Press, London 1939.
- Essays in Freethinking: volume one. Reprint of Essays in freethinking, first and second series. Revised edition, American Atheist Press, Austin 1987.
- Essays in Freethinking: volume two. Reprint of Essays in freethinking, third and fourth series. Revised edition, American Atheist Press, Austin 1987.
- God and the Universe: Eddington, Jeans, Huxley and Einstein, Pioneer Press, London 1931.
- A Grammar of Freethought, Pioneer Press, London 1921.
- Materialism restated, Pioneer Press, 1927.
- Materialism: Has it been Exploded ?, Watts & Co., London 1928.
- Opinions, Random Reflections and Wayside Sayings, Pioneer Press, London 1931.
- Religion and Sex: Studies in the Pathology of Religious Development, TN Foulis, London 1919.
- Theism or Atheism: The Great Alternative, Pioneer Press, London 1921.
- The Other Side of Death: A Critical Examination of the Belief in a Future Life, with a Study of Spiritualism, Pioneer Press, London 1922.
- War, Civilization and the Churches, Pioneer Press, London 1930.
- Determinism Or Free Will?, 1919.